# 類皮嚢胞

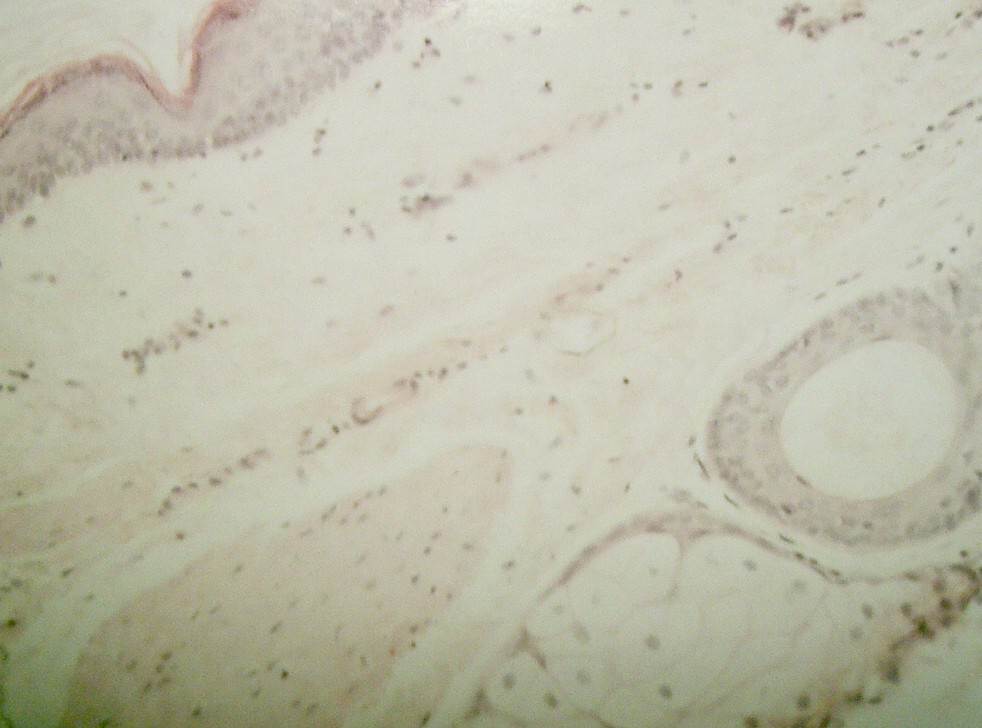
組織像

類皮嚢胞（るいひのうほう、dermoid cyst）とは、嚢胞壁が皮膚様の組織からなるもので、胎生期外胚葉組織が陥入して発生すると考えられるものと、（生殖腺以外から発症した場合は胚細胞＝原始生殖細胞の迷入によって起こる）成熟嚢胞性奇形腫のうちで皮膚様の組織のみからなるものとがある。
組織学的には、表皮様の角化重層扁平上皮によって裏装された嚢胞であり、嚢胞壁に皮膚付属器（脂腺、汗腺、毛包など）を有するものが狭義の類皮嚢胞である。
嚢胞壁に皮膚付属器がないものを類表皮嚢胞といい、こちらはむしろ成熟した上皮組織からの化生により生ずるものが多い。皮膚に好発する（多くは毛包の毛漏斗由来。毛漏斗嚢胞とも呼ばれる）。
いずれも身体各所に発生し口腔領域の発生頻度は低い。顎骨内に生じる類表皮嚢胞は角化嚢胞性歯原性腫瘍、歯肉・歯槽粘膜に生じる場合は歯肉嚢胞として扱われる。